# Dinochloa kostermansiana
Dinochloa kostermansiana är en gräsart som beskrevs av Soejatmi Dransfield. Dinochloa kostermansiana ingår i släktet Dinochloa och familjen gräs.
Artens utbredningsområde är Små Sundaöarna. Inga underarter finns listade i Catalogue of Life.